# Campeonato Mundial Interclubes de Basquete de 1966
O representante sul-americano foi o Corinthians, que venceu o Campeonato Sul-Americano de Clubes de 1965, promovido pela Comissão da Zona Sul-Americana da FIBA. O outro participante da seletiva sul-americana foi o Tabaré (Uruguai). O Tomás de Rocamora (Argentina) e o Ciudad Nueva (Paraguai) que seriam os demais participantes, desistiram da disputa. 

## Local e data
O primeiro Campeonato Mundial de Clubes de Basquete foi realizado em Madrid, na Espanha, entre os dias 07 e 9 de janeiro de 1.966.

## Participantes
Real Madrid - Espanha = Campeão da Euroliga 1.964/65
Ignis Varese - Itália = Semifinalista da Euroliga 1.964/65
S.C. Corinthians Paulista - Brasil = Campeão do Campeonato Sul-Americano 1.965
Jamaco Saints - EUA = Campeão do Torneio St. Sabina AAU Invitational 1.962

## Semifiniais
(7 de janeiro de 1966)
Real Madrid - ESP 77 X 86 Ignis Varese - ITA
Corinthians - BRA 69 X 62 Jamaco Saints - EUA

## Disputa de 3º lugar
(8 de janeiro de 1966)
Real Madrid - ESP 112 X 96 Jamaco Saints - EUA

## Final
(9 de janeiro de 1966)
Ignis Varese - ITA 66 X 59 Corinthians - BRA
Campeão = Ignis Varese - Itália

## Classificação final
| Colocação | Equipes             |
| --------- | ------------------- |
| 1         | Ignis Varese - ITA  |
| 2         | Corinthians - BRA   |
| 3         | Real Madrid - ESP   |
| 4         | Jamaco Saints - EUA |